# سلحفاة هيرمان
سلحفاة هرمان هي نوع من السلاحف البرية تتبع جنس السلحفاة، وتعيش في جنوب وشرق أوروبا. تعد من أنواع السلاحف البرية الأربع التي تقطن أوروبا. هناك بعض الخلافات حول الحالة التصنيفية لهذا النوع، لكنه بشكلٍ عام يُقسَّم إلى ثلاثة تحت أنواع، يقطن أحدها شرق أوروبا (المجموعة الشرقية)، والآخر منطقة البلقان (مجموعة الهرسك)، والأخير أوروبا الجنوبية الوسطى والغربية (المجموعة الغربية). تعد من السلاحف صغيرة الحجم، إذ لا يتجاوز طولها في الغالب 28 سنتيمتراً وفي بعض الأحيان لا يتعدى العشر سنتيمترات، وأما وزنها فبضعة كيلوغرامات.

## الانتشار والموطن

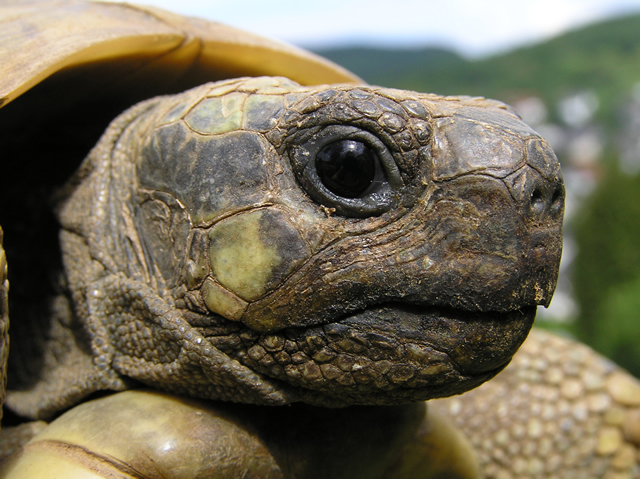
رأس سلحفاة.

تقطن سلحفاة هرمان منطقة جنوب وشرق أوروبا. وتتوزَّع تحت أنواعها الثلاثة كالتالي: "T. h. hermanni" (المجموعة الغربية) في شرق إسبانيا وجنوب فرنسا وجنوب ووسط إيطاليا (توسكانا) وجزر البليار إضافةً إلى جزر صقلية وسردينيا وكورسيكا، "T. h. boettgeri" (المجموعة الشرقية) في رومانيا وبلغاريا ويوغوسلافيا وكوسوفو وألبانيا ومقدونيا واليونان، "T. h. hercegovinensis" (سلحفاة الهرسك) في سواحل البوسنة والهرسك والجبل الأسود وكرواتيا.

## الوصف
سلاحف هرمان هي سلاحف صغيرة إلى متوسّطة الحجم. أكبر تحت أنواع السلحفاة هو سلحفاة بوتيجر (المجموعة الشرقية)، إذ قد يصل طوله إلى 28 سنتيمتراً، ووزنه نحو ثلاثة إلى أربعة كيلوغرامات. وأما سلحفاة هرمان (المجموعة الغربية) فهي نادراً ما تنمو لطول أكثر من 18 سنتيمتراً، بل وإنَّ بعض البالغين منها قد لا يتعدى طولهم أحياناً 7 سنتيمترات.
لدى السلاحف اليافعة - وبعض تلك البالغة - أصداف لافتة للنظر ملوَّنة باللونين الأصفر والأسود، إلا إنَّه ومع تقدم السلحفاة في العمر تبهت ألوانها تدريجياً لتصبح أقلَّ بريقاً وجاذبية. الفك العلويّ لسلاحف هرمان منحنٍ قليلاً، ومثل باقي السلاحف البرية فإنّها لا تملك أسناناً. تغطَّى أرجل السلحفاة بالحراشف القاسية، ويتراوح لونها من الرمادي إلى البني، وتتخلَّلها بعض العلامات الصفراء. وأما ذيولها فإنَّها تنتهي بشوكةٍ عند طرفها، وتكون الذيول عند الذكور أكثر طولاً وثخناً، كما أنَّ شوكة الذيل تكون أكبر حجماً.

## الحياة

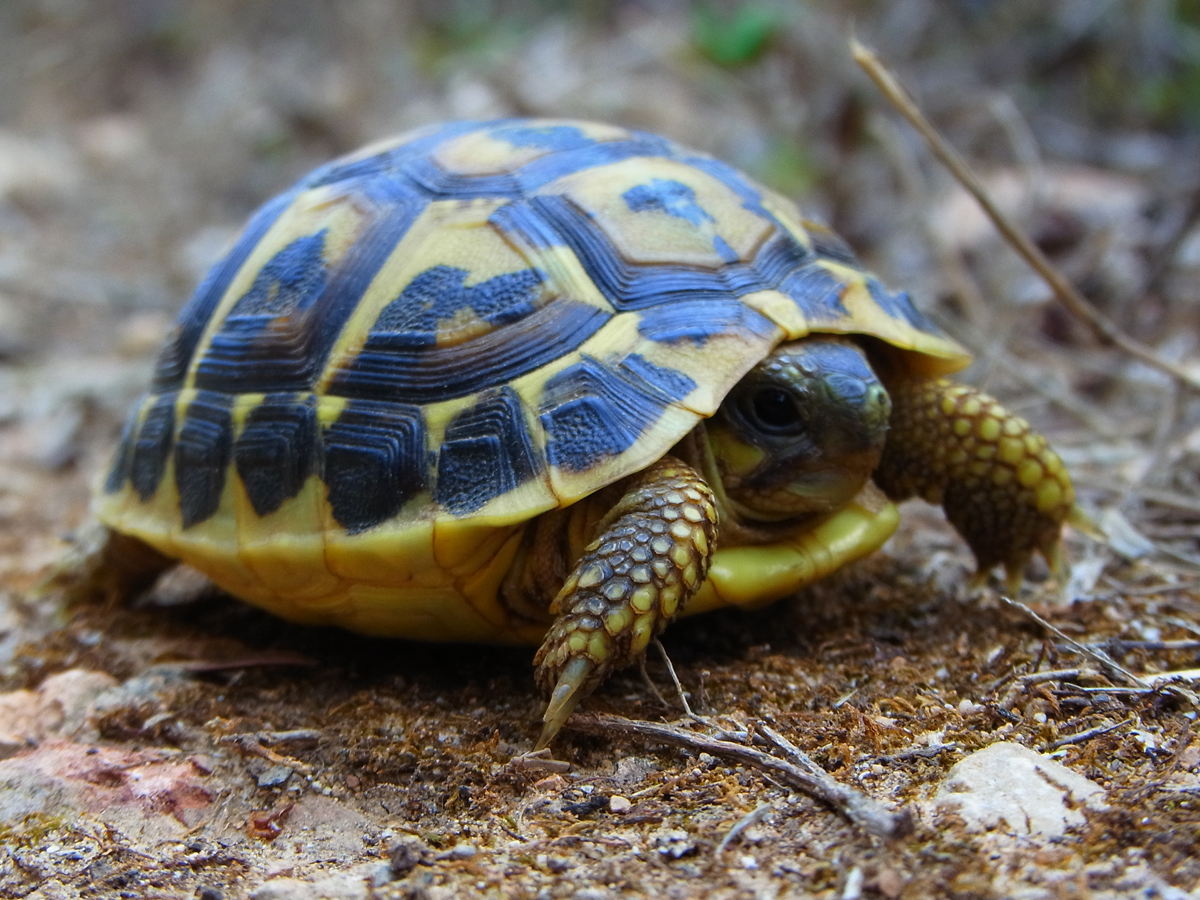
صغير سلحفاة هرمان.

تخرج السلاحف في نهاية شهر فبراير من بين الشجيرات والأغصان الجافَّة والأوراق الميتة التي كانت قد قضت تحتها بياتها الشتوي، وبعدها مباشرةً يبدأ موسم تزاوج سلاحف هرمان. تكون عملية التزاوج عنيفةً على الأنثى، حيث تتعرَّض للمطاردة والعض والضرب، كما وقد يكون هناك قتال بين الذكور للتنافس على الإناث. بين شهري مايو ويوليو، تضع السلاحف ما بين بيضتين إلى اثني عشر بيضة، في أعشاشٍ محفورة بالرّمال بشكل الدورق، على عمقٍ يصل إلى عشرة سنتيمترات. وقد تحمل معظم الإناث لأكثر من مرة في الموسم الواحد. لون البيوض أبيض مُزهَرّ، وتبلغ فترة حضانتها ثلاثة شهور. تفقس الصغار الجديدة مع بدء هطول الأمطار الخريفية الغزيرة مباشرةً، وذلك في مطلع شهر سبتمبر. ويقضون بعد ذلك السنوات الأربع أو الخمس الأولى من حياتهم على مسافة لا تتعدى بضعة أمتارٍ من أعشاشهم. لكن إذا ما لم تهطل الأمطار أو تأخر وضع البيض، سيبقى الصغار بعد التفقيس في ملجئهم تحت الرمال حتى فصل الربيع القادم. وحتى تبلغ السلاحف عمر السادسة إلى الثامنة عندما تكون أصدافها قد أصبحت قادرةً على حمايتها، تكون عرضةً للافتراس على أيدي الضواري مثل الجرذان والغرير والغربان والثعالب والخنازير البرية والحيوانات الأخرى. لكن إذا ما نجت السلاحف من هذه التهديدات، فقد تعيش حتى نحو 30 عاماً. ومن الحالات النادرة المسجلة لطول تعميرها 31.7 عاماً. ومقارنةً بالسلاحف الأخرى مثل السلحفاة مهمازية الورك، قد يكون تقدير عمر هذه السلاحف منتقصاً، وربَّما تصل أعمارها في الواقع حتى 90 عاماً.

## التصنيف

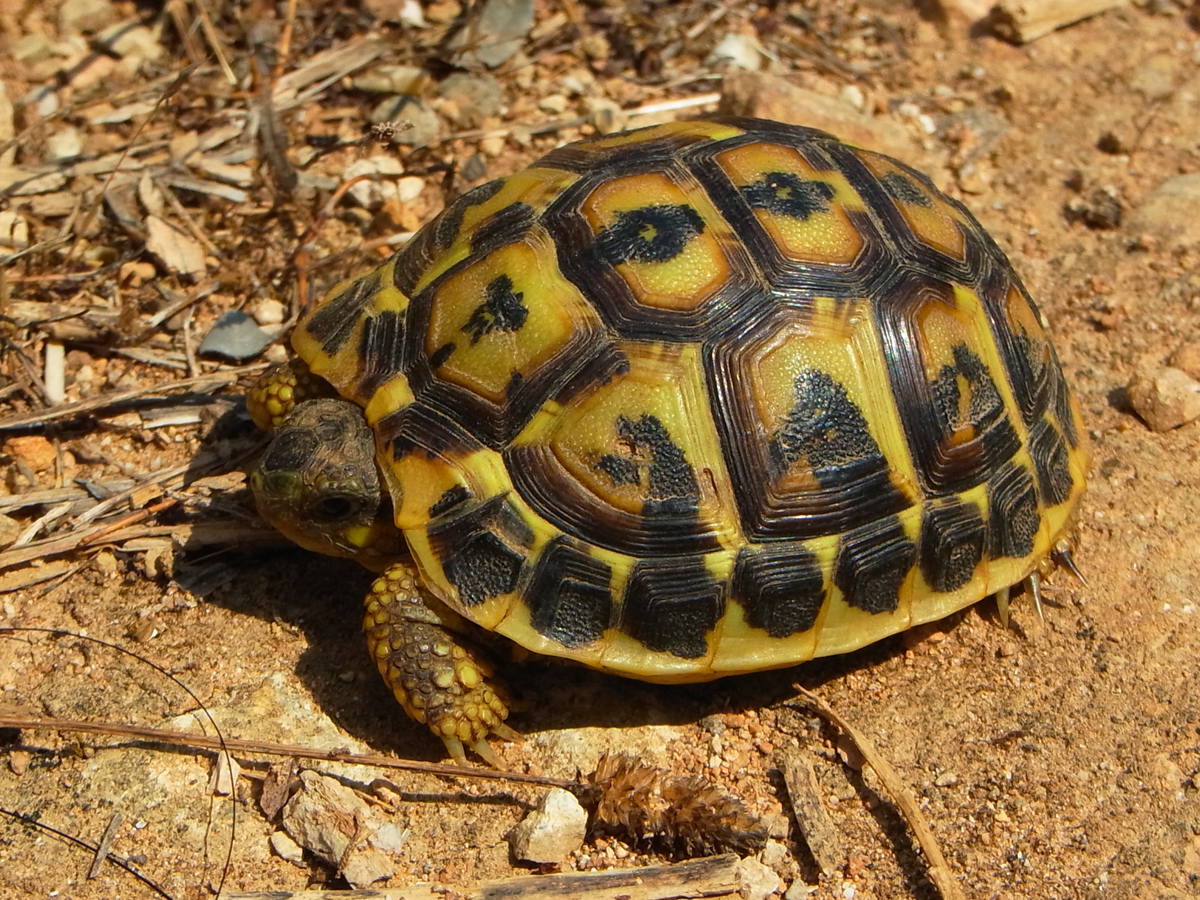
"سلحفاة هرمان بوتيجر" (T. h. boettgeri).

اقترحت دراسة في عام 2006 نقل سلحفاة هرمان من جنس السلحفاة (Testudo) إلى جنس جديدٍ باسم "Eurotestudo"، وأن تُرقَّى تحت أنواعها إلى أنواعٍ مستقلّة، مثل "Testudo. hermanni. boettgeri" ليصبح "Eurotestudo boettgeri". وعلى الرُّغم من أن بعض المعلومات تؤيّد هذا المقترح، إلا إنَّ البيانات المتوافرة حالياً لا تظهر أنه صحيحٌ بشكلٍ قاطع، كما أنَّ العلاقة بين سلحفاة هرمان والسلحفاة وسط الآسيوية والأنواع الأخرى في جنس السلحفاة لا زالت مبهمةً وتحتاج إلى المزيد من الدراسة لإيضاح حالة النوع التصنيفية. ولذلك فإنَّ الوقت لا زال مبكراً لقبول الجنس الجديد المقترح في المجتمع العلمي. وأما رفع الأنواع إلى أنواعٍ مستقلّةٍ فقد رفضه البعض بناءً على مفهوم النوع العلمي، إذ يبدو أنه لا زال ثمَّة انسياب مورّثاتٍ كبير بين تحت أنواع سلحفاة هرمان.
لقد لوحظ أن معدل التطور بين سلاحف هرمان المقاس بناءً على الطفرات في الحمض النووي المتقدري يختلف بشكلٍ كبير بين تحت أنواعها. فقد تطوَّرت المجموعة الشرقية «سلاحف بوتيجر» بسرعةٍ أكثر من بقية تحت الأنواع، وقد يكون هذا نتيجة تناثر هذه السلاحف بصورةٍ أكبر في جبال البلقان خلال العصر الجليديّ الأخير من باقي تحت أنواع السلحفاة. ومع أن هذه الحقائق ليس لها أثرٌ كبير على التصنيف العلمي للنّوع، فهي توحي بأنَّ استعمال الساعة الجزيئية مع جنس السلحفاة هو بالواقع أكثر إبهاماً وأقلّ دقةً ممَّا هو مع أنواع السلاحف عموماً.